# United States Army Ordnance Museum
United States Army Ordnance Museum (pol. muzeum uzbrojenia armii amerykańskiej) – muzeum wojskowe, zlokalizowane na terenie Aberdeen Proving Ground koło Aberdeen w Hrabstwie Harford, w stanie Maryland w Stanach Zjednoczonych.
Celem działalności muzeum jest eksponowanie i kolekcjonowanie historycznie istotnego wyposażenia wojskowego, które znalazło się na wyposażeniu US Army, od okresu kolonialnego do dziś. Pierwsza wystawa otwarta dla publiczności została w 1924 roku i pokazano na niej głównie sprzęt nieprzyjaciela zdobyty w czasie pierwszej wojny światowej. Od 1967 muzeum przejęła od wojsk lądowych specjalna fundacja. Eksponaty muzeum pokazywane są zarówno na wolnym powietrzu, jak i w budynkach. Ozdobą kolekcji są m.in. niemieckie działo Krupp K5 Leopold, amerykański M1 Abrams czy niemiecki PzKpfw V Panther.

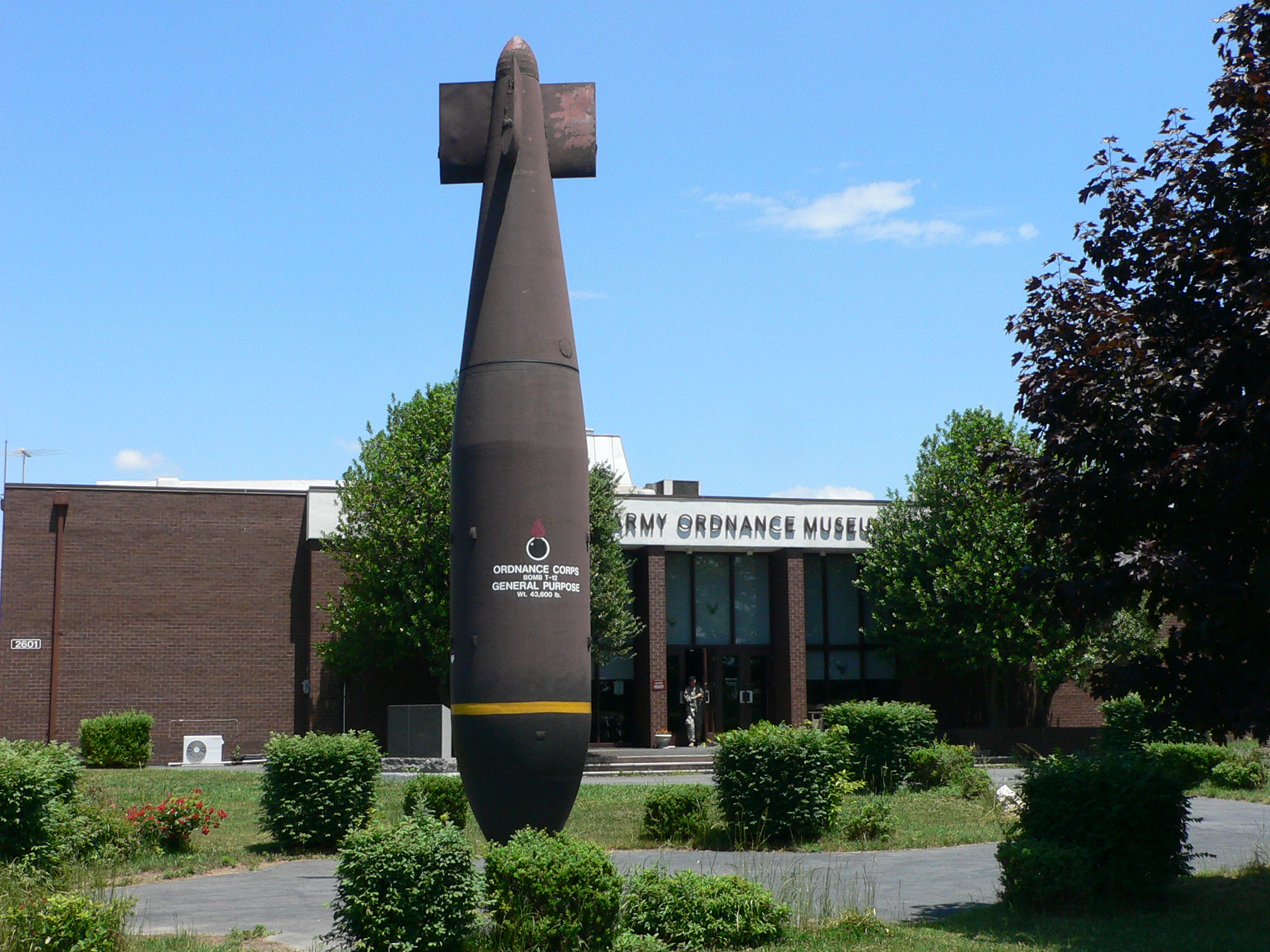
Bomba T12 przed muzeum
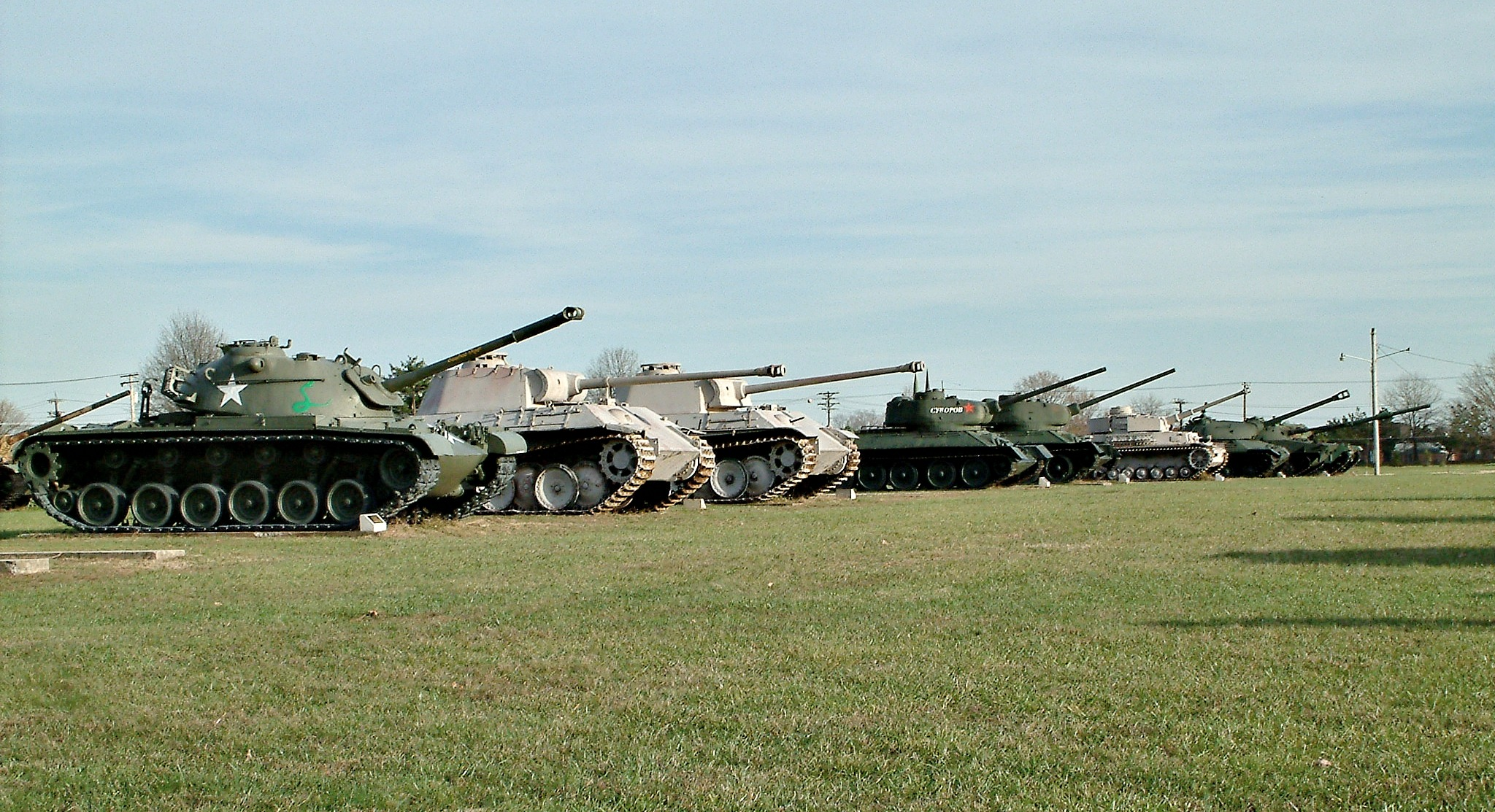
Kolekcja czołgów
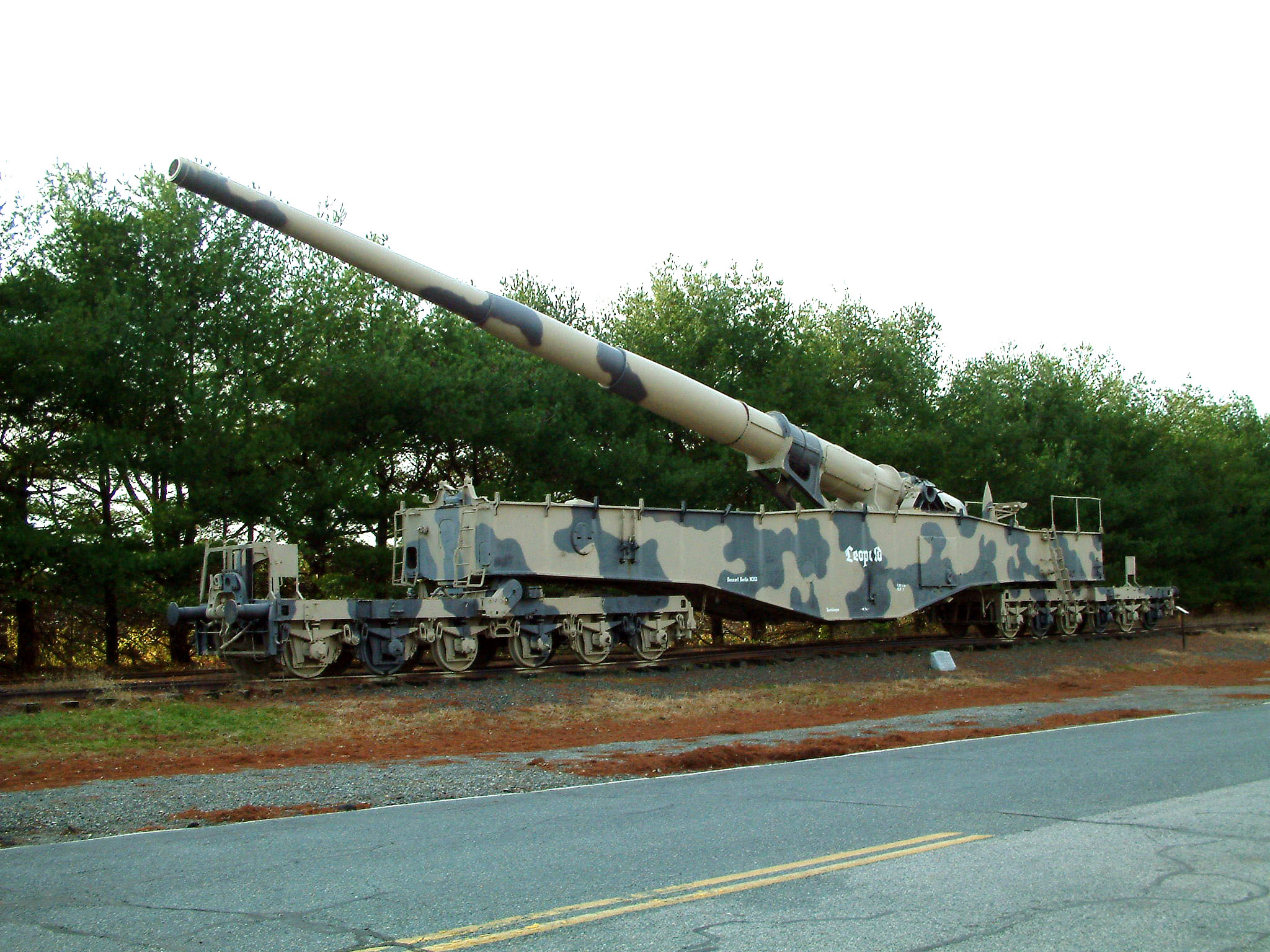
Działo kolejowe Leopold
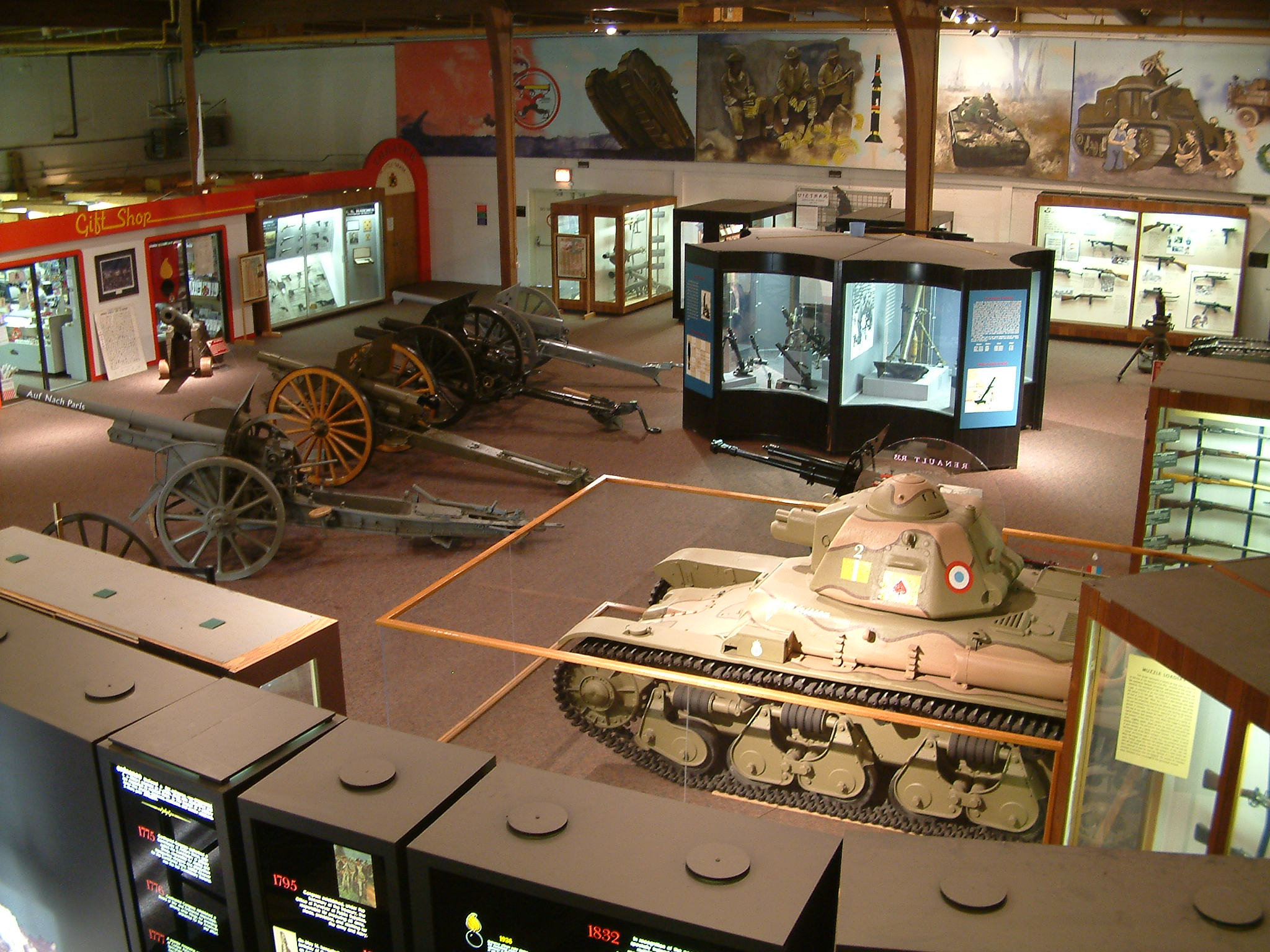
Wnętrza muzeum